# Институт восточных рукописей РАН
Институт восточных рукописей РАН (ИВР РАН) — научно-исследовательский институт Российской академии наук в области комплексного изучения памятников письменности Востока, а также древней и средневековой истории стран Азии и Северной Африки.
Расположен в Санкт-Петербурге.

## История института

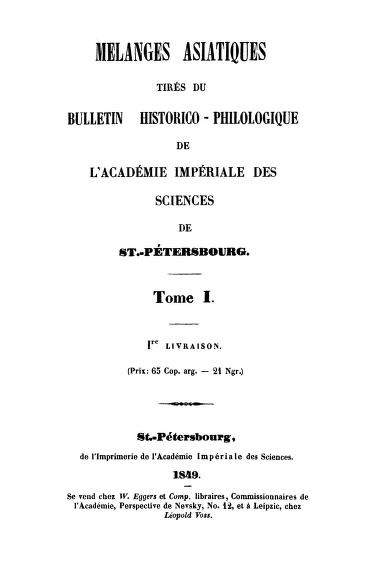
Mélanges asiatiques. Tome I. 1849

Датой создания института считается ноябрь 1818 года, когда в составе Академии наук был создан Азиатский музей. Первоначально он представлял собой хранилище восточных рукописей и книг, и до 1861 года размещался в здании Кунсткамеры. В 1849—1894 (фактически до 1919 года) музей выпускал журнал «Mélanges asiatiques» (рус. «Азиатские смеси»).
К исходу первого столетия своего существования Азиатский музей превратился в один из крупнейших центров мирового востоковедения.
В 1930 году произошла реорганизация востоковедных учреждений АН СССР, выразившаяся в слиянии Азиатского музея, Института буддийской культуры (ИНБУК) и Туркологического кабинета в единый Институт востоковедения АН СССР (ИВАН). Первым директором единого института стал С. Ф. Ольденбург. В 1943 году была сформирована московская группа Института, в которую вошли сотрудники, оказавшиеся в эвакуации в Москве.
В 1949 году было принято решение о размещении института по его нынешнему адресу — Дворцовая набережная, 18.
В 1950 году Президиум АН СССР принял решение о переводе Института востоковедения в Москву, а на базе оставшихся в Ленинграде собрания рукописей и библиотеки был сформирован Сектор восточных рукописей Института востоковедения. В 1956 году его преобразовали в Ленинградское отделение Института востоковедения, позднее переименованное в Санкт-Петербургский филиал ИВАН.
В июне 2007 года Президиум РАН постановил:
Реорганизовать Институт востоковедения РАН путём выделения из его состава Санкт-Петербургского филиала Института востоковедения РАН и создания на его базе Института восточных рукописей Российской академии наук (ИВР РАН) с правами юридического лица.
После реорганизации Институт восточных рукописей снова функционирует как самостоятельное научное учреждение. Первым директором ИВР РАН в мае 2009 года была избрана И. Ф. Попова.

### Руководители

#### Азиатский музей
- 1818—1842 — акад. Х. Д. Френ
- 1842—1881 — акад. Б. А. Дорн
- 1881—1882 — акад. В. Р. Розен
- 1882—1885 — акад. Ф. И. Видеман
- 1885—1890 — акад. В. В. Радлов
- 1890—1916 — акад. К. Г. Залеман
- 1916—1930 — акад. С. Ф. Ольденбург

#### Ленинградское отделение Института востоковедения АН СССР
- 1956—1961 — акад. И. А. Орбели
- 1961—1963 — акад. А. Н. Кононов
- 1963—1991 — д.и.н. Ю. А. Петросян

#### Санкт-Петербургский филиал Института востоковедения РАН
- 1991—1996 — д.и.н. Ю. А. Петросян
- 1997—2003 — д.и.н. Е. И. Кычанов
- 2003—2007 — д.и.н. И. Ф. Попова

#### Институт восточных рукописей РАН
- 2007—2009 — д.и.н. И. Ф. Попова (как директор-организатор)[4]
- с 2009 года — д.и.н. И. Ф. Попова

## Научные подразделения
- Отдел Ближнего и Среднего Востока
  - Сектор Ближнего Востока
  - Сектор Среднего Востока
- Отдел Дальнего Востока
- Отдел Древнего Востока
- Отдел рукописей и документов
- Отдел Центральной и Южной Азии
  - Сектор Центральной Азии
  - Сектор Южной Азии

Структурным подразделением Института является Центр изучения письменного наследия Ирана и ислама.

## Периодика
- Ислам на территории бывшей Российской империи (ИнТБРИ) (с 1998 г.)
- [Православный] Палестинский сборник (с 1954 г.)
- Письменные памятники Востока (ППВ) (с 2004 г.)
- Written Monuments of the Orient (WMO) (на английском языке) (с 2015 г.)
- Письменные памятники Востока. Историко-филологические исследования (1970—1987)
- Письменные памятники и проблемы истории культуры народов Востока (ППиПКНВ) (1965—1991)
- Тюркологический сборник / Turcologica
- Mongolica (1986, 1993, с 1994 г. периодически)
- Manuscripta Orientalia (1995—2003, ныне выходит под эгидой Музея антропологии и этнографии им. Петра Великого (Кунсткамера) РАН)

## Сотрудники института
| - Акимушкин, Олег Фёдорович - Алексеев, Василий Михайлович - Амусин, Иосиф Давидович - Берлев, Олег Дмитриевич - Бескровный, Василий Матвеевич - Большаков, Олег Георгиевич - Вахтин, Борис Борисович - Воробьёв-Десятовский, Владимир Святославович - Воробьёва-Десятовская, Маргарита Иосифовна - Востриков, Андрей Иванович - Горегляд, Владислав Никанорович - Дандамаев, Мухаммад Абдулкадырович - Дьяконов, Игорь Михайлович - Зограф, Георгий Александрович - Зограф, Ирина Тиграновна - Кальянов, Владимир Иванович - Кепинг, Ксения Борисовна - Кляшторный, Сергей Григорьевич - Коковцов, Павел Константинович - Колоколов, Всеволод Сергеевич - Конрад, Николай Иосифович - Крачковский, Игнатий Юлианович - Кроль, Юрий Львович - Курдоев, Канат Калашевич - Лившиц, Владимир Аронович - Мартынов, Александр Степанович | - Меньшиков, Лев Николаевич - Невелева, Светлана Леонидовна - Невский, Николай Александрович - Никитина, Марианна Ивановна - Обермиллер, Евгений Евгеньевич - Панкратов, Борис Иванович - Периханян, Анаит Георгиевна - Пигулевская, Нина Викторовна - Пиотровский, Михаил Борисович - Прозоров, Станислав Михайлович - Резван, Ефим Анатольевич - Розенберг, Оттон Оттонович - Рудой, Валерий Исаевич - Спирин, Владимир Семёнович - Стеблин-Каменский, Иван Михайлович - Струве, Василий Васильевич - Терентьев-Катанский, Анатолий Павлович - Торчинов, Евгений Алексеевич - Троцевич, Аделаида Фёдоровна - Фихман, Ицхок Фишелевич - Фишман, Ольга Лазаревна - Флуг, Константин Константинович - Холодович, Александр Алексеевич - Штейн, Виктор Морицевич - Щербатской, Фёдор Ипполитович - Якобсон, Владимир Аронович |

## Книга-альбом
В 2016 году рабочая группа Всемирного общества по изучению, сохранению и популяризации культурного наследия Узбекистана при участии председателя научного попечительского  Бахтиера Фазылова,научного руководителя Эдварда Ртвеладзе, а также председателя правления Всемирного общества и руководителя проекта "Культурное наследие Узбекистана" Фирдавса Абдухаликова приняло решение о подготовке и публикации книги-альбома из серии "Культурное наследие Узбекистана в собраниях мира", посвященную манускриптам, имеющим отношение у Центральной Азии, из собрания Института восточных рукописей Российской Академии наук. Идею поддержала директор Института Ирина Попова, которая стала одним из авторов издания, наряду с Фирдавсом Абдухаликовым, а также сотрудниками Института и узбекскими специалистами. В книгу-альбом были включены согдийские рукописные тексты, доставленные в Россию экспедицией П.  К. Козлова и В.И. Роборовского из Туюк-Мазара. Средневековый ренессанс в книге представлен в том числе уникальной копией корана «Катта Лангар», самым значимым  трудом лексикографа арабского языка Исмаила аль-Джаухари. Также в альбоме опубликованы рукописи и их описание «Шах-наме», «Темур-наме», «Бабур-наме», работы Мухаммада Риза Агахи, сборники стихов Алишера Навои, «Сулук ал-мулук» («Правила поведения государей») Рузбахана ал-Исфахани, а также сборник стихов Хафиза Ширази «Диван-И Хафиз» и сборник биографий суфийских ученых «Тазкират Ал-Аулийа».